# Escacs Catalònia Club
L'Escacs Catalònia Club és una entitat esportiva del districte de Manresa.
Fou fundat el 1947 al Casino de Manresa gràcies a la gran activitat que hi havien portat a terme altres clubs durant els anys trenta. Durant la dècada de 1970 organitzà per primera vegada el Torneig Open Internacional d'Escacs. Organitza el Memorial Gregori Lavilla, una de les proves del Circuit d'Escacs de la Catalunya Central. L'any 2011 organitzà el Campionat d'Espanya d'escacs. El Gran Mestre Jordi Magem es formà a les seves files.
Participa en el Campionat de Catalunya per equips i el 2015 aconseguí l'ascens a la Divisió d'Honor després de guanyar al Club Escacs Gerunda en el play-off. Formaven part d'aquest equip: Joan Mellado, Lluís Coll, Juli Pérez, Miguel Herreros, Ramon Menac, Jordi Rodríguez, Salvador Armengol, Lluís Bohigas, Joan Carles Sanpera, David Armengol, Francesc Garriga, Ferran Gràcia, Josep Basas, Jordi Castells i Francesc Masachs.